# Аккистау
Аккистау (каз. Аққыстау) — село в Атырауской области Казахстана. Административный центр Исатайского района. Административный центр Аккистауского сельского округа. Код КАТО: 234230100.
Расположено в 75 км к северо-западу от областного центра города Атырау. Находится на юге Прикаспийской низменности, в пустынной зоне.
Железнодорожная станция на участке Атырау — Астрахань Урало-Каспийского железнодорожного хода.. Посёлок возник в 1973 году в связи со строительством железной дороги.
Расположено 12 км от нефтяного месторождения Салтанат Балгимбаев

## Население
| Численность населения | Численность населения | Численность населения | Численность населения | Численность населения | Численность населения | Численность населения |
| 1979                  | 1989                  | 1991                  | 1999                  | 2004                  | 2005                  | 2006                  |
| --------------------- | --------------------- | --------------------- | --------------------- | --------------------- | --------------------- | --------------------- |
| 2912                  | ↗4584                 | ↗4800                 | ↗6236                 | ↗7068                 | ↗7167                 | ↗7245                 |
| 2007                  | 2008                  | 2009                  | 2010                  | 2011                  | 2012                  | 2013                  |
| ↗7425                 | ↗7628                 | ↗7717                 | ↗7900                 | ↗8060                 | ↘8030                 | ↗8231                 |
| 2014                  | 2015                  | 2016                  | 2017                  | 2018                  | 2019                  |                       |
| ↗8355                 | ↗8410                 | ↗8449                 | ↘8435                 | ↗8440                 | ↗8486                 |                       |